# 洛川君
洛川君（朝鮮語: 낙천군、1720年11月26日（康熙59年10月21日） - 1737年5月5日（道光16年3月20日）は、李氏朝鮮の王族。本貫は全州李氏。諱は「縕」。字は「蘊仲」、初名「守慎」。李埰と柳氏の第一子。
血筋は宣祖の仍孫に当たり、元の身位は両班であったが、粛宗の第六子の延齢君の家督相続を受けると、王族として復権するが、17歳で卒去した。卒後は達善君が家督相続をしたが、不祥事が起こり、璿源系譜紀略から除籍された。ちょうど南延君の子孫は彼の祭祀だけ済ませるが、1910年以来、彼の家係は先祖として追認めた。

## 生涯
彼は宣祖の第九庶子の慶昌君李珘の子孫である。昌原君李儁、清平君李洤、西川君李榥がそれぞれ彼の生家の玄祖父、高祖父、曽祖父。
1720年に李埰と柳氏の第一子として誕生する。粛宗の第六子の延齢君の家督相続を受けて、1734年12月24日に洛川君に封爵、承憲大夫の官位を受けた。1735年1月11日五衛都摠府都摠管に任官した。1月18日五衛都摠府都摠管を免官された。2月17日崇憲大夫に昇格した。5月26日五衛都摠府副摠管に任官した。6月7日五衛都摠府副摠管から五衛都摠府都摠管に異動した。1736年1月20日五衛都摠府都摠管を辞職した。4月9日嘉徳大夫に昇格した。5月21日京畿道金浦市通津邑に在る李埰の墳墓に墓参りした。9月19日綏徳大夫に昇格した。1737年9月28日卒去した。卒後は開城特別市板門区域嶺井里に埋葬された。
結婚については、当初は金致万の娘が候補に選ばれたが、洪致中との肉体関係が問題になり、次に徐宗秀の娘が候補に選ばれ、これを徐宗秀が拒否したが、英祖は徐宗秀を軟禁して、1737年3月19日郡夫人徐氏と婚礼を挙げた。
卒後は達善君が家督相続を受けたが、自殺するなどして離縁する事となり、姑嫁の間柄の郡夫人徐氏と郡夫人慎氏が悶着を起こしては騒動に至って、洛川君は璿源系譜紀略を除籍された。しかし、罷養された記録はなく南延君の子孫が彼の誕生日、死亡日に祭祀だけ受けた。事実上これにより延齢君の家督相続を受けたのは恩信君とされる。

### 死亡後
後に彼の葬儀れる京畿道衿川県下北面樊塘里彼の義父延齢君内外の墓、義祖母䄙嬪朴氏の墓の近くにあった。
しかし、1940年に京城府都市区域の整理に基づいて義父延齢君内外の墓地と義祖母䄙嬪朴氏の墓地は忠清南道礼山郡徳山面旧加倻寺基の近くに移葬され、彼の墓地は恩信君墓と恩信君の生母良娣林氏墓がある楊州郡渼金面一貝里に移葬された。
彼は1910年以降に来て、先祖に追認められた。1967年李鍝の次男李淙墓碑文に八世祖延齢君と七世祖洛川君、六世祖恩信君と明示した。2001年雲峴宮の子孫によって一括化粧されて南楊州市和道邑倉峴里興宣大院君の墓所右の丘納骨墓に埋葬された。この時、立てた恩信君の墓碑文に恩信君は彼の義理の息子、嗣子に明示した。

## 略歴
| 元号     | 西暦   | 月日     | 内容                                                 |
| -------- | ------ | -------- | ---------------------------------------------------- |
| 雍正12年 | 1734年 | 12月24日 | 洛川君に封爵。承憲大夫（正二品下階）の官位を受ける。 |
| 雍正13年 | 1735年 | 1月11日  | 五衛都摠府都摠管に任官。                             |
| 雍正13年 | 1735年 | 1月18日  | 五衛都摠府都摠管を免官。                             |
| 雍正13年 | 1735年 | 2月17日  | 崇憲大夫（正二品上階）の官位に昇格。                 |
| 雍正13年 | 1735年 | 5月26日  | 五衛都摠府副摠管に任官。                             |
| 雍正13年 | 1735年 | 6月7日   | 五衛都摠府都摠管に異動。                             |
| 乾隆元年 | 1736年 | 1月20日  | 五衛都摠府都摠管を辞職。                             |
| 乾隆元年 | 1736年 | 4月9日   | 嘉徳大夫（従一品下階）の官位に昇格。                 |
| 乾隆元年 | 1736年 | 9月19日  | 綏徳大夫（従一品上階）の官位に昇格。                 |

## 家門
| 尊属   | 尊属   | 尊属   | 尊属     | 尊属             | 尊属                         | 尊属 | 尊属 |
| 続柄   | 続柄   | 続柄   | 続柄     | 諱               | 備考                         |      |      |
| ------ | ------ | ------ | -------- | ---------------- | ---------------------------- | ---- | ---- |
| 七世祖 | 七世祖 | 七世祖 | 七世祖   | 宣祖             |                              |      |      |
| 六世祖 | 六世祖 | 六世祖 | 六世祖   | 慶昌君珘         |                              |      |      |
| 五世祖 | 五世祖 | 五世祖 | 五世祖   | 昌原君儁         |                              |      |      |
| 高祖父 | 高祖父 | 高祖父 | 高祖父   | 清平君洤         |                              |      |      |
| 曽祖父 | 曽祖父 | 曽祖父 | 曽祖父   | 西川君榥         |                              |      |      |
| 祖父   | 祖父   | 祖父   | 祖父     | 李廷熽           |                              |      |      |
| 父     | 父     | 父     | 父       | 李埰             |                              |      |      |
| 母     | 母     | 母     | 母       | 柳氏             | 本貫は晋州柳氏。柳万重の娘。 |      |      |
| 義父   | 義父   | 義父   | 義父     | 延齢君昍         |                              |      |      |
| 義母   | 義母   | 義母   | 義母     | 商山郡夫人金氏   | 本貫は商山金氏。金東弼の娘。 |      |      |
| 妻子   |        |        |          |                  |                              |      |      |
| 続柄   | 続柄   | 続柄   | 続柄     | 諱               | 備考                         |      |      |
| 正室   | 正室   | 正室   | 正室     | 郡夫人徐氏       | 本貫は達城徐氏。徐宗秀の娘。 |      |      |
|        | 離縁   | 離縁   | 離縁     | 達善君泳         |                              |      |      |
| 養子   | 養子   | 養子   | 恩信君禛 | 荘献世子の庶四子 |                              |      |      |